# Hoge Broek
De Hoge Broek is een natuurgebied bij Raalte in de Nederlandse provincie Overijssel.
Deze voormalige landbouwgrond gelegen in de buurt van Raalte is enkele jaren geleden ingericht als natuurgebied. Hiervoor heeft de beheerder, de Vereniging Natuurmonumenten delen geplagd en poelen aangelegd. Over enkele jaren is het een kruidenrijk grasland met de biotoop van een beekdal. Dankzij de koeien die hier grazen, ontstaat een gevarieerde structuur met onder meer gele ratelaar, stijve ogentroost en blauwe knoop.